# Falsa consciência
Em filosofia, particularmente no âmbito da teoria crítica e de outros movimentos e escolas marxistas, falsa consciência se refere aos meios pelos quais processos ideológicos, materiais e institucionais induzem ao erro membros do proletariado e de outras classes sociais dentro das sociedades capitalistas, escondendo a exploração do trabalho intrínseca às relações entre as classes. Apesar de ser um termo fortemente ligado ao marxismo, nunca foi usado pelo próprio Karl Marx. O termo foi usado em uma carta de Friedrich Engels a Franz Mehring, datada de 1893, na qual aborda um cenário em que classes subordinadas incorporam conscientemente a ideologia da classe dominante.

## Usos contemporâneos
Para Paulo Freire, a falsa consciência ocorre quando o oprimido internaliza a ideologia do opressor.